# Тавернер, Джон
Джон Тавернер (англ. John Taverner, ок. 1490 — 18 октября 1545) — английский композитор и органист.

## Биография
В 1526 году Тавернер был назначен кардиналом Томасом Уолси первым органистом и руководителем хористов в церковь Христа Спасителя в Оксфорде. В 1528 году ему объявили выговор в поддержке лютеран, однако он избежал наказания, так как был «всего лишь музыкантом». Кардинал Уолси лишился своего влияния в 1529 году, и в 1530 году Тавернер покинул собор. Он стал доверенным лицом Томаса Кромвеля, участвовавшего в роспуске монастырей. В 1545 году, незадолго до своей смерти, он был назначен на должность олдермена в Бостоне (Линкольншир). Похоронен под колокольней Бостонской приходской церкви (Boston Parish Church).
В XX веке композитор Джон Тавенер утверждал, что является прямым потомком Тавернера.

## Творчество
Большинство музыкальных произведений Тавернера — вокальная полифония: мессы, магнификаты и другие церковные сочинения. Основная масса его произведений относится к 1520-м годам в том числе мотет «Dum transisset sabbatum». Его самая известная месса основана на народной песне «The Western wynde» («Западный ветер»).
В период между 1526 и 1529 гг. написал мессу «Gloria tibi Trinitas». В конце (ординарного) стиха «Benedictus qui venit in nomine Domini» (Благословен гряды́й во имя Господне), распев, расположенный в альтовом голосе, Тавернер обогатил мелодически яркими контрапунктирующими голосами (начиная со слов «In nomine»), изложенными в виде простой имитации. Поначалу этот пассаж использовался сам по себе в инструментальных обработках современников. В дальнейшем, примерно на протяжении 150 лет тавернеровская мелодия «In nomine» приобрела в Англии чрезвычайную популярность в качестве основы для консортовых вариаций и фантазий.

## Рецепция
Жизнь Джона Тавернера легла в основу оперы Питера Максвелла Дэвиса «Tavernerа» (1970). Именем Тавернера назван английский камерный оркестр и камерный хор «The Taverner Choir, Consort and Players» (осн. в 1973), специализирующийся на музыке барокко.

## Сочинения (выборка)

### Мессы
1. Gloria tibi trinitas (6 голосов)
2. Corona spinea (6 голосов)
3. O Michael (6 голосов)
4. Sancti Wilhelmi (5 голосов)
5. Mater Christi (5 голосов)
6. The Mean Mass (5 голосов)
7. The Plainsong Mass (4 голоса)
8. The Western Wynde Mass (4 голоса)

### Церковная музыка
1. Alleluya. Veni electa (4 голоса)
2. Alleluya (4 голоса)
3. Te Deum (5 голосов)

### Мотеты
1. Audivi vocem de caelo (4 голоса)
2. Ave Maria (5 голосов)
3. Dum transisset sabbatum (I) (версии для 4 и 5 голосов)
4. Dum transisset sabbatum (II) (4 голоса)
5. Ecce carissimi
6. Ex ejus tumba — Sospitati dedit aegro
7. Fac nobis secundum hoc nomen (5 голосов)
8. Fecundata sine viro (3 голоса)
9. Hodie nobis caelorum rex
10. In pace in idipsum (4 голоса)
11. Jesu spes poenitentibus (3 голоса)
12. Magnificat (4 голоса)
13. Magnificat (5 голосов)
14. Magnificat (6 голосов)
15. Mater Christi (5 голосов)
16. O Christe Jesu pastor bone (5 голосов)
17. Prudens virgo (3 голоса)
18. Sancte deus (5 голосов)
19. Sub tuum presidium (5 голосов)
20. Tam peccatum (3 голоса)
21. Traditur militibus (3 голоса)
22. Virgo pura (3 голоса)